# Brunnenhäuschen (Wuppertal)
Brunnenhäuschen ist eine Hofschaft im Norden der bergischen Großstadt Wuppertal.

## Lage und Beschreibung
Die Hofschaft liegt im Westen des Wohnquartiers Dönberg im Stadtbezirk Uellendahl-Katernberg auf einer Höhe von 251 m ü. NHN auf einer Anhöhe oberhalb des Hardenberger Bachs. Die Höfe Bruch, Grüntal, Junkernbruch, Peckeshütt, Schnappbrücke, Jommerhönschen und Schimmelshaus sind unmittelbar angrenzend.
Weitere benachbarte Orte sind neben Dönberg die Höfe und Ortslagen Schmürsches, Mutzberg, Siebeneick, Saurenhaus, Knorrsiepen, Langenkamp, Schell, Kobeshäuschen, Dümpel, Engelshaus, Jungenholz und Grades. Südlich befindet sich die Erhebung Woltersberg im Waldgebiet Große Busch/An Woternocken.
Der Wuppertaler Rundweg führt an Brunnenhäuschen vorbei.

## Geschichte
Brunnenhäuschen wurde zu Beginn des 18. Jahrhunderts gegründet.
Im 19. Jahrhundert gehörte Brunnenhäuschen zu der Bauerschaft Obensiebeneick und der Kirchengemeinde Dönberg in der Bürgermeisterei Hardenberg, die 1935 in Neviges umbenannt wurde. Damit gehörte es von 1816 bis 1861 zum Kreis Elberfeld und ab 1861 zum alten Kreis Mettmann. 
Der Ort ist auf der Gemeinde Charte des Parzellar Katasters der Bürgermeisterei Hardenberg von 1815/16 als Brunhäusgen eingezeichnet. Im Gemeindelexikon für die Provinz Rheinland von 1888 werden ein Wohnhaus mit vier Einwohnern angegeben.
Mit der Kommunalreform von 1929 wurde der östliche Teil von Obensiebeneick abgespalten und zusammen mit südlichen Dönberger Ortschaften in die neu gegründete Stadt Wuppertal eingemeindet, der Rest Obensiebeneicks mit Brunnenhäuschen verblieb zunächst bei Neviges. Durch die nordrhein-westfälische Gebietsreform kam Neviges mit Beginn des Jahres 1975 zur Stadt Velbert und das restliche Obensiebeneick wurde ebenfalls Wuppertal eingemeindet.